# Ciberpartisanos
Los «ciberpartisanos» (en bielorruso: кіберпартызаны; en ruso: киберпартизаны) es un colectivo activista/hacktivista anónimo descentralizado de origen bielorruso que surgió en septiembre de 2020, conocido por sus diversos ciberataques contra el gobierno bielorruso, instituciones gubernamentales y agencias gubernamentales. El experto nota que "son tan sofisticados y están atacando en varios niveles, no es algo que haya visto antes, excepto en las películas".

## Historia y acciones
Los ciberpartisanos se originaron en septiembre de 2020 después de las Elecciones presidenciales de Bielorrusia de 2020 y las posteriores protestas contra el fraude electoral realizado parte de Aleksandr Lukashenko, y una brutalidad policial autorizada por el Régimen Bielorrusio.
Inicialmente, las acciones del grupo fueron simbólicas: piratearon sitios web de noticias estatales (Obshchenatsionálnoye Televídeniye, Belarus 1) y transmitieron videos que mostraban escenas de brutalidad policial; insertaron los nombres de Lukashenko y del ministro del Interior, Yuri Karáyev, en una lista de los más buscados por la policía; y "desfiguraron los sitios web del gobierno con las banderas nacionales rojas y blancas preferidas por los manifestantes sobre la bandera roja y verde oficial de Bielorrusia."
En la entrevista a Bloomberg, los piratas informáticos compartieron algunos detalles sobre sí mismos: son 15 personas, ninguna de las cuales son piratas informáticos profesionales; de ellos solo 3 o 4 realizan los hacks, otros se ocupan del análisis de los datos obtenidos. Todos ellos son especialistas en TI de Bielorrusia, algunos fueron probadores de penetración antes de unirse al grupo. Describen sus actividades como piratería ética, ya que solo van en contra del estado y no causan daño a los ciudadanos comunes.
Los ciberpartisanos trabajan junto con el grupo BYPOL, que consiste en exagentes de policía bielorrusos que trabajan contra el gobierno de Lukashenko. Su conocimiento de la estructura de la base de datos ayuda a planificar y ejecutar los movimientos de los partisanos.
En julio de 2021 piratearon las bases de datos más sensibles del Ministerio del Interior. El material obtenido incluye el archivo de conversaciones telefónicas grabadas en secreto, que asciende a casi 2 millones de minutos de audio, listas de presuntos informantes policiales, información personal sobre altos funcionarios del gobierno, secuencias de video recopiladas de drones policiales y centros de detención. También tuvieron acceso a las bases de datos de pasaportes, todos los vehículos de motor registrados, grabaciones de las cámaras en las celdas de aislamiento de la prisión de Okrestina, estadísticas de mortalidad (han compartido estos datos con los periodistas que calcularon el exceso de mortalidad durante una pandemia de COVID-19 en Bielorrusia Concluyeron que de marzo de 2020 a marzo de 2021, esta cifra fue de 32 mil personas, 14,4 veces más de lo que informaron las autoridades). El grupo publicó datos de pasaportes de Lukashenko y sus hijos para demostrar que realmente piratearon esa base de datos. Para demostrar que los piratas informáticos tienen los datos reales, los periodistas de currenttime.tv les pidieron que proporcionaran los datos sobre ellos mismos; los datos que proporcionaron los partisanos eran reales. Los partisanos también dijeron en las entrevistas que habían saboteado múltiples cámaras de seguridad y redes informáticas.
Un portavoz anónimo del grupo dijo en una entrevista a MIT Technology Review:
Lo que queremos es detener la violencia y la represión del régimen terrorista en Bielorrusia y hacer que el país vuelva a los principios democráticos y al estado de derecho.

## Reacción
La antropóloga Gabriella Coleman, profesora de la Universidad McGill y experta en hacktivismo y Anonymous, comentó a Bloomberg: “No creo que haya muchos paralelismos con esto, que son tan sofisticados y están atacando en múltiples niveles, es no es algo que haya visto antes excepto en las películas ”.
Según la profesora asociada Tetyana Lokot de la Dublin City University, que se especializa en protestas y cuestiones de derechos digitales en Europa del Este, "si alguna vez Lukashenko termina enfrentando un proceso en la Corte Penal Internacional, por ejemplo, estos registros serán increíblemente importantes".
El jefe de la KGB de Bielorrusia, Ivan Tertel, dijo en un discurso en la televisión estatal el 30 de julio de 2021 que había habido "ataques de piratas informáticos a datos personales" y una "recopilación sistemática de información", y culpó a "servicios especiales extranjeros".
Andréi Sannikov, un exdiplomático bielorruso y candidato en las elecciones presidenciales de 2010 en Bielorrusia, en una entrevista para MIT Technology Review dijo que “Están haciendo transparentes los crímenes del régimen. La información que están obteniendo pirateando el estado es realmente muy elocuente al presenciar las actividades criminales del régimen contra los ciudadanos ".
El grupo fue el tema de conversación del episodio "Partisan" de Digital Human de la serie BBC Radio 4, el 14 de marzo de 2022.

### Declaración del Régimen de Alexander Lukashenko
Las autoridades bielorrusas declararon como "extremista" a un grupo de piratas que reivindicaron un ciberataque masivo contra el ministerio del Interior en protesta por la represión de la oposición del país europeo .El grupo Kiber Partizany ("Ciberpartisanos" en ruso) comenzó a publicar presuntos audios de responsables del ministerio del Interior bielorruso que ordenan el uso de la violencia contra manifestantes.
En octubre de 2021, el Ministerio del Interior reconoció el canal de Telegram de ese grupo como una formación extremista. La creación de tal formación o la participación en ella es un delito penal en Bielorrusia. A fines de noviembre, la Corte Suprema de Bielorrusia reconoció a los Ciberpartisanos  y otras organizaciones informales como terroristas.